# Франк Ванденбрук
Франк Ванденбрук (на френски: Frank Vandenbroucke) е белгийски колоездач.

## Биография
Той е роден на 6 ноември 1974 година в Мускрон. Започва професионалната си кариера през 90-те години, когато е смятан за една от надеждите на белгийското колоездене. Поредица от проблеми с наркотиците, конфликти с отборите, семейни проблеми и опити за самоубийство довеждат до отпадането му от професионалния спорт.
Франк Ванденбрук умира на 12 октомври 2009 в Сали, Сенегал.